# زیردریایی یو-۵۶۶
زیردریایی یو-۵۶۶ (به انگلیسی: German submarine U-566) یک زیردریایی بود که طول آن ۶۷٫۱ متر (۲۲۰ فوت ۲ اینچ) بود. این زیردریایی در سال ۱۹۴۱ ساخته شد.